# Reyrieux
Reyrieux ist eine französische Gemeinde mit 5228 Einwohnern (Stand 1. Januar 2022) im Département Ain in der Region Auvergne-Rhône-Alpes. Sie gehört zum Kanton Trévoux im Arrondissement Bourg-en-Bresse und ist Mitglied im Gemeindeverband Dombes Saône Vallée.

## Geographie

### Lage
Reyrieux liegt auf 205 m, etwa 43 Kilometer südwestlich der Stadt Bourg-en-Bresse und 20 Kilometer nördlich von Lyon (Luftlinie) am Südwestrand der Seenlandschaft Dombes.

### Topographie
Der Ort liegt am Ostrand einer breiten Ebene, die von der Saône in Nord-Süd-Richtung durchschlängelt wird. Er schmiegt sich an eine etwa 70 m aufragende Geländekante an, die diese Ebene vom Plateau der Dombes trennt. Im Bereich des Ortskerns hat sich ein kleiner Bach in die Geländekante eingetieft, der in der Ebene wieder versickert.

### Nachbargemeinden
Umgeben ist Reyrieux von den Nachbargemeinden Saint-Didier-de-Formans, Sainte-Euphémie, Misérieux, Toussieux und Rancé im Norden, Saint-Jean-de-Thurigneux und Civrieux im Osten, Parcieux im Süden sowie Quincieux und Trévoux im Westen.

### Gemeindegliederung
Die Bebauung beschränkt sich fast ausschließlich auf die Saône-Ebene und geht dort fließend in die Nachbargemeinden Trévoux und Parcieux über. Die Ortsteile von Reyrieux heißen Balmont, Le Temps, Veissieux, außerdem gehören Teile von Port Bernalin am Saône-Ufer zu Reyrieux. Der Teil des Gemeindeareals auf der Dombes-Hochfläche wird intensiv landwirtschaftlich genutzt. Hier befindet sich der Weiler Pouilleux und das Industriegebiet von Reyrieux.

## Geschichte
Das Gemeindegebiet von Reyrieux war bereits sehr früh besiedelt. Es wurden in den 1980er Jahren Überreste einer bedeutenden römischen Villa entdeckt, die aus der Zeit von Kaiser Augustus stammt und bis ins 4. Jahrhundert bewohnt war. Östlich davon wurden Gräber freigelegt und in weitem Umkreis verschiedene Münzfunde gemacht. Im Jahr 984 wird erstmals die Pfarrkirche schriftlich erwähnt unter dem latinisierten Namen Reiriacum. Spätere urkundliche Erwähnungen variieren die Schreibweise leicht, von Raireu (1226) über Rayreu (1304), Rayrieu (1350) zu Reyrieu (1449). Im Mittelalter bildete Reyrieux eine Herrschaft, die unter der Oberhoheit der Thoire-Villars stand. Diese veräußerten Reyrieux 1402 zusammen mit anderen Gebieten an die Herrschaft Beaujeu unter Louis II. de Bourbon. Der ursprüngliche Herrschaftssitz in Reyrieux, das befestigte Château de Reyrieux war zu dem Zeitpunkt bereits zerstört. Louis II. de Bourbon schuf aus seinen Gebieten links der Saône das Fürstentum Dombes mit Trévoux als Hauptstadt. Als Teil des Fürstentums gelangte der Ort 1762 schließlich unter die französische Krone.
Mit der Eröffnung eines Bahnhofs an der Strecke Lyon-Croix-Rousse–Trévoux erhielt Reyrieux 1882 Anschluss an die Eisenbahn. Von 1897 bis 1936 bestand ab Trévoux die Möglichkeit, mit der Überlandstraßenbahn Trévoux–Jassans als Teil der Tramways de l’Ain bis nach Bourg-en-Bresse zu fahren. Trotz der ähnlich frühen Stilllegung der Verbindung nach Lyon-Croix-Rousse 1938 existiert die Streckenführung in Reyrieux weiterhin.
Der ehemalige Ortsteil Toussieux wurde 1900 zur selbständigen Gemeinde erhoben. Der Kanton Reyrieux entstand 1986 mit der Gemeinde als Hauptort und Namensgeber.

### Bevölkerungsentwicklung
| Jahr                       | 1962 | 1968 | 1975 | 1982 | 1990 | 1999 | 2006 | 2013 | 2021 |
| -------------------------- | ---- | ---- | ---- | ---- | ---- | ---- | ---- | ---- | ---- |
| Einwohner                  | 1162 | 1262 | 1536 | 2380 | 3057 | 3683 | 3955 | 4420 | 5098 |
| Quellen: Cassini und INSEE |      |      |      |      |      |      |      |      |      |

Reyrieux gehört zu den mittelgroßen Gemeinden des Départements Ain. Nachdem die Einwohnerzahl bis zur zweiten Hälfte des 20. Jahrhunderts konstant bei etwa 1100 Personen lag, setzte in den 1960er Jahren ein rasantes Wachstum ein, das bis heute anhält.

## Wirtschaft und Infrastruktur
In Reyrieux gibt es Betriebe des lokalen Kleingewerbes sowie einige größere Betriebe mit einigen Hundert Angestellten, die im Industriegebiet ihren Standort haben. Auch die Landwirtschaft hat  noch eine gewisse Bedeutung. Reyrieux ist gleichzeitig eine Wohngemeinde, deren Erwerbstätige als Wegpendler im Raum Lyon ihrer Arbeit nachgehen.
Durch die Ortschaft selbst führen keine größeren Verkehrswege. Die Departementsstraße 933 verläuft entlang des Saône-Ufers und verbindet Reyrieux mit den Nachbargemeinden am Fluss. Quer dazu verlaufen Straßenverbindungen auf das Plateau der Dombes hinauf zu den dort verstreuten Gemeinden. Die nächste Autobahn ist die Nordumgehung von Lyon, die Autoroute A46 mit einem Anschluss in fünf Kilometer Entfernung.
Für TGV-Fernverbindungen kommen der 40 Kilometer entfernte Flughafen Lyon Saint-Exupéry sowie Bourg-en-Bresse in Frage.

## Sehenswürdigkeiten

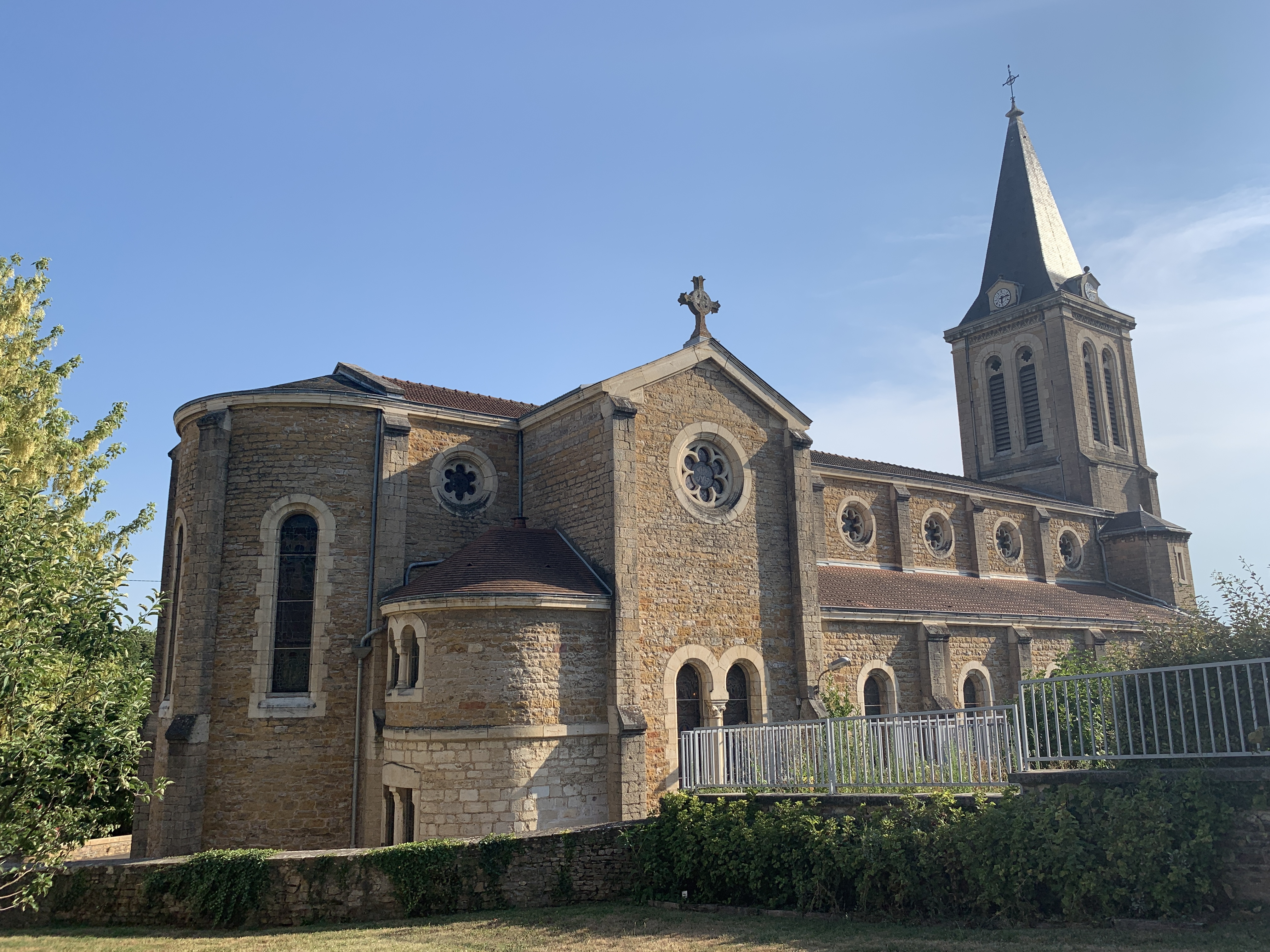
Kirche St. Peter und Paul
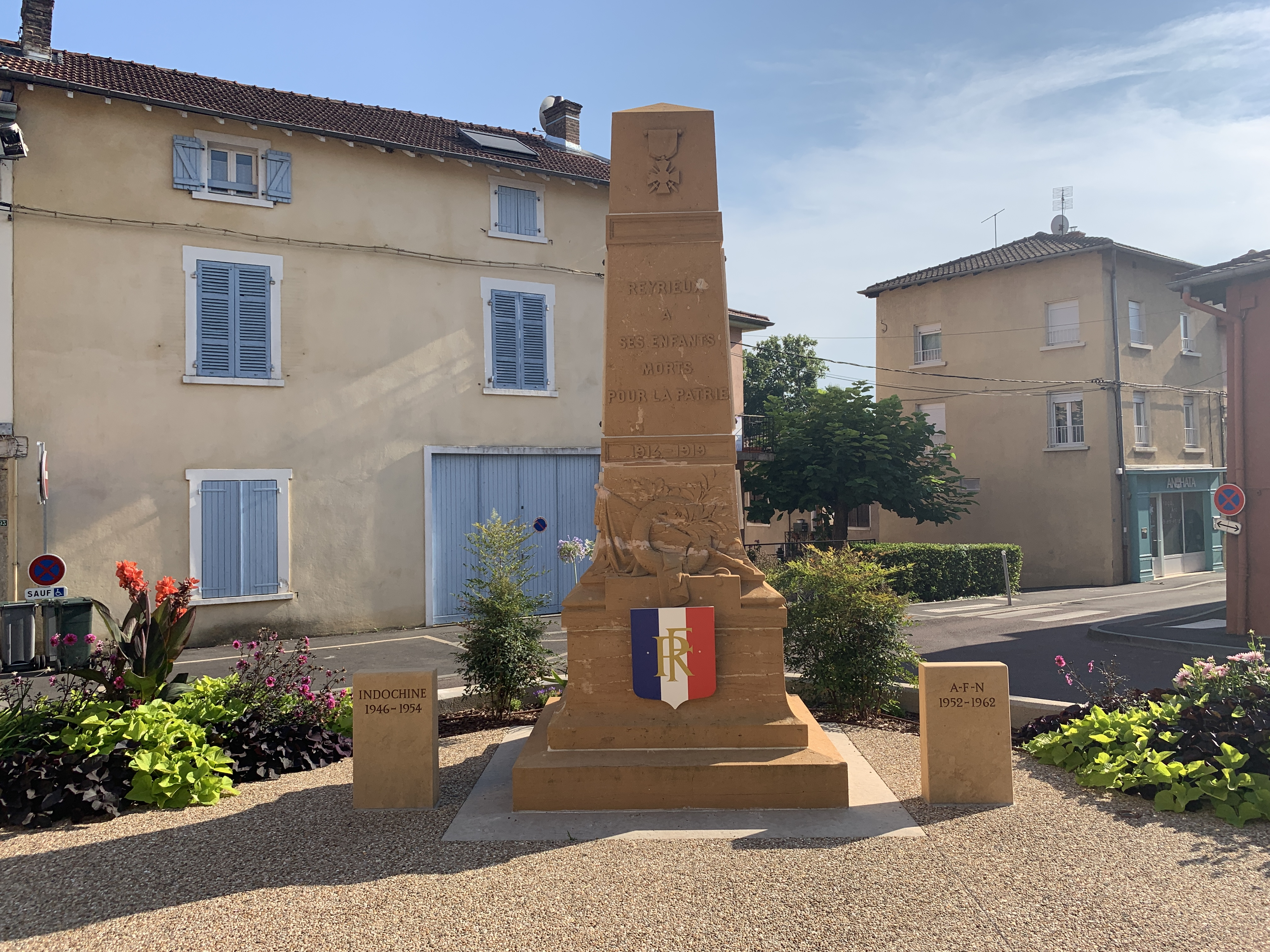
Gefallenendenkmal

- Schloss Les Balmes
- Schloss Escoffier
- Schloss Brosses Cornu

- Kirche St. Peter und Paul
- Gefallenendenkmal

## Persönlichkeiten
- Albin Chalandon (1920–2020), geboren in Reyrieux, war ein französischer Politiker, der u. a. im Kabinett Chirac II von 1986 bis 1988 Justizminister war.